# Красносільський заказник
Красносі́льський зака́зник — ботанічний заказник місцевого значення в Україні. об'єкт природно-заповідного фонду Рівненської області. 
Розташований у межах Володимирецького району Рівненської області, на північний захід від села Красносілля. 
Площа 1004 га. Статус присвоєно 1983 року. Перебуває у віданні ДП «Володимирецький держлісгосп» (Красносільське л-во, кв. 15, 24-26, 40-43). 
Статус присвоєно з метою збереження дикоростучих ягідників журавлини. 

### Скорочення території
Об'єкт скорочено на 70 га (квартал 27) рішенням Рівненської обласної ради № 322 від 5 березня 2004 року «Про розширення та впорядкування мережі природно-заповідного фонду області».. Зазначена причина скасування — втрата природоохоронної цінності внаслідок порушення гідрологічного режиму та зміни вікової структури насаджень.